# NGC 3365
NGC 3365 é uma galáxia espiral (Sc) localizada na direcção da constelação de Sextans. Possui uma declinação de +01° 48' 46" e uma ascensão recta de 10 horas, 46 minutos e 12,7 segundos.
A galáxia NGC 3365 foi descoberta em 13 de Abril de 1828 por John Herschel.